# Laura Greenhalgh
Laura Greenhalgh (ur. 2 września 1985 r. w Oksfordzie) – brytyjska wioślarka.

## Osiągnięcia
- Mistrzostwa Świata – Poznań 2009 – czwórka podwójna wagi lekkiej – 2. miejsce[1].